# Franz-Josef Bäumer
Franz-Josef Bäumer (* 1954) ist ein römisch-katholischer, deutscher Theologe.

## Leben
Bäumer studierte römisch-katholische Theologie und Pädagogik an der Westfälischen Wilhelms-Universität Münster. Von 1996 bis 2002 war Bäumer Professor für Praktische Theologie: Pastoraltheologie/Religionspädagogik an der Philosophisch-Theologischen Hochschule Münster. Seit 2003 ist Bäumer Professor für Religionspädagogik und Religionsdidaktik an der Justus-Liebig-Universität Gießen. Er ist Unterzeichner des Memorandums „Kirche 2011: Ein notwendiger Aufbruch“.

## Werke (Auswahl)
- Bindung – Erinnerung – Begegnung – Versöhnung. Zur Kirchengeschichtsdidaktik von Rudolf Grulich, in: Franz-Josef Bäumer, Adolf Hampel, Linus Hauser, Ferdinand R. Prostmeier (Hrsg.): Europassion. Kirche – Konflikte – Menschenrechte, FS Rudolf Grulich, Gerhard Hess Verlag: Bad Schussenried 2006